# 강화 전등사 대웅전
강화 전등사 대웅전(江華 傳燈寺 大雄殿)은 인천광역시 강화군, 전등사 사찰에 있는 조선시대의 건축물이다. 1963년 1월 21일 대한민국의 보물 제178호로 지정되었다.
전면 3칸 측면 3칸의 팔작지붕 건물로 지붕 처마를 받치기 위한 공포가 기둥 위뿐만 아니라 기둥 사이에도 있는 다포 양식이다. 1615년(광해군 7)에 기공하여 1622년에 준공되었다.
대웅전 앞에는 돌로 만든 누기(漏器)가 남아 있는데 물시계의 일부였던 것으로 추정되고 있다.
대웅전 지붕을 떠받치고 있는 나부상(裸婦像)은 벌거벗은 여인을 묘사하고 있어, 대웅전 중수를 맡은 도편수가 달아난 여인에 대한 배반감으로 조각했다는 전설이 내려온다. 그러나, 그 목각상이 원숭이라는 주장도 있다. 그것은 한글대장경 《육도집경》에 나오는 석가모니의 전생 이야기에서 비롯된다. 전생에 석가모니는 원숭이 500마리를 거느린 원숭이 왕이었는데 무리를 안전하게 지키고자 자신을 희생한 일이 있었다. 그 이야기에서 착안하여 원숭이들의 석가모니에 대한 끝없는 존경심을 표현하기 위해 네 마리 원숭이들이 처마를 받들어 지붕을 들고 있게 배치했다는 것이다.
나부상 전설을 바탕으로 한 단막극이 MBC 베스트극장에서 두 차례 방영되었다. 1998년 방영된 이한호 극본, 조재현, 김현주, 임호 주연의 〈전등사〉와 2003년 방영된 고은님 극본, 신성우, 장혜숙, 김보경 주연의 〈꽃 - 다만 때늦은 사랑에 관하여〉가 그것이다.

## 개요
전등사는 고구려 소수림왕 11년(381) 아도화상이 세웠다고 전하지만 고려 중기까지의 역사는 확실히 알 수 없다. 조선 선조 38년(1605)과 광해군 6년(1614)에 큰 불이 일어나 절이 모두 타버려, 그 이듬해 다시 짓기 시작하여 광해군 13년(1621)에 원래의 모습을 되찾았다고 한다.
석가여래삼존불을 모시고 있는 대웅전은 광해군 13년(1621)에 지은 것으로 알려져 있다. 규모는 앞면 3칸·옆면 3칸이며 지붕은 옆면에서 볼 때 여덟 팔(八)자 모양인 팔작지붕이다. 지붕 처마를 받치기 위한 장식구조가 기둥 위뿐만 아니라 기둥 사이에도 있는 다포 양식이다. 
네 모서리기둥 윗부분에는 사람 모습을 조각해 놓았는데 이것은 공사를 맡았던 목수의 재물을 가로챈 주모의 모습이라는 전설이 전해져 오는데, 재물을 잃은 목수가 주모의 나쁜 짓을 경고하고 죄를 씻게 하기 위해 발가벗은 모습을 조각하여 추녀를 받치게 하였다는 것이다. 더욱 흥미로운 것은 3곳의 처마 밑에서는 두손으로 처마를 받치며 벌을 받고 있는 모양새인데 비해, 한 귀퉁이의 것은 한 손으로만 처마를 받치고 있다는 점이다. 마치 벌을 받으면서도 꾀를 부리고 있는 듯한 모습으로 우리 선조들의 재치와 익살을 느낄 수 있는 대목이다.
당시의 능숙한 조각 솜씨를 엿볼 수 있고, 조선 중기 이후의 건축사 연구에 중요한 자료로 평가받고 있다. 

## 사진

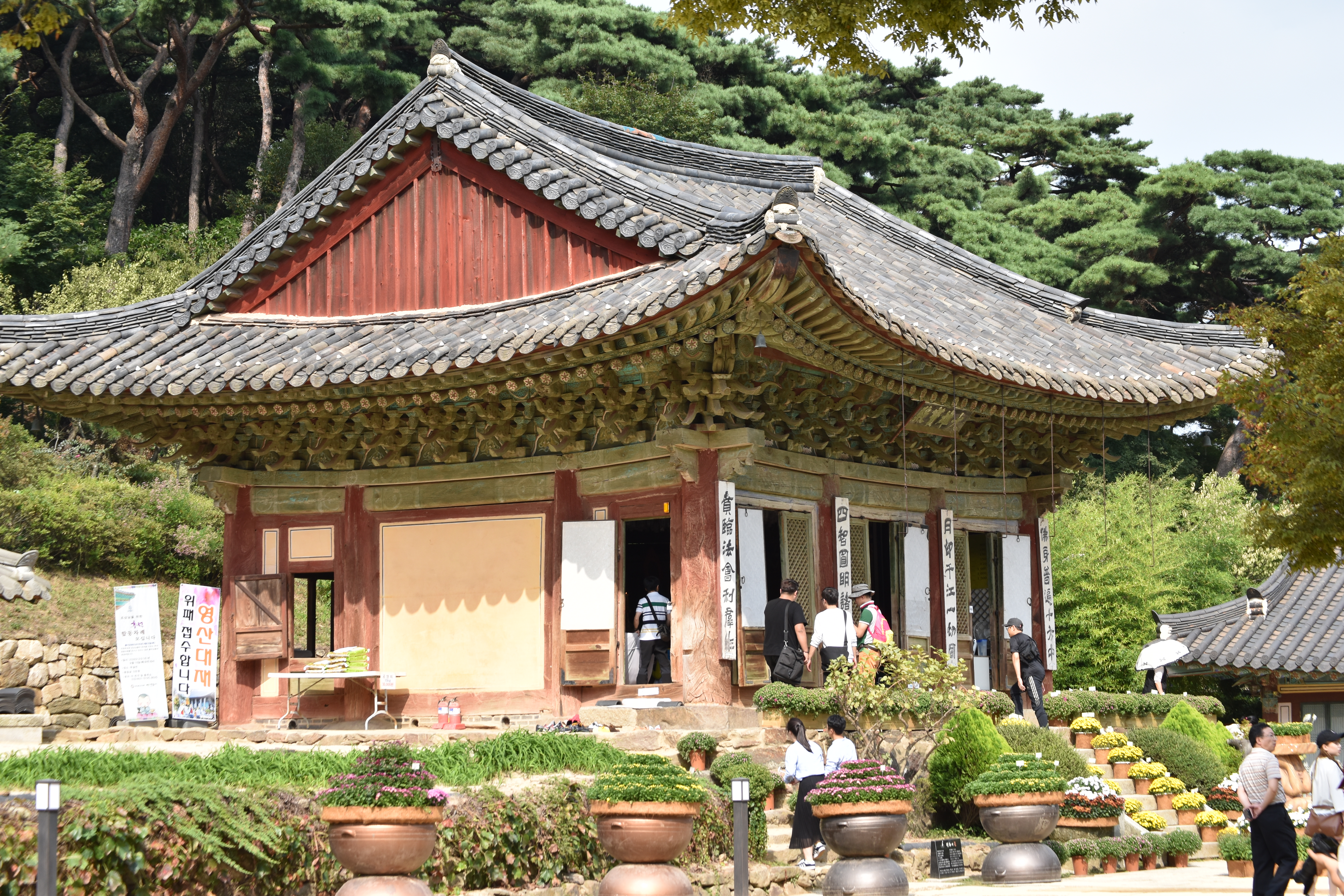
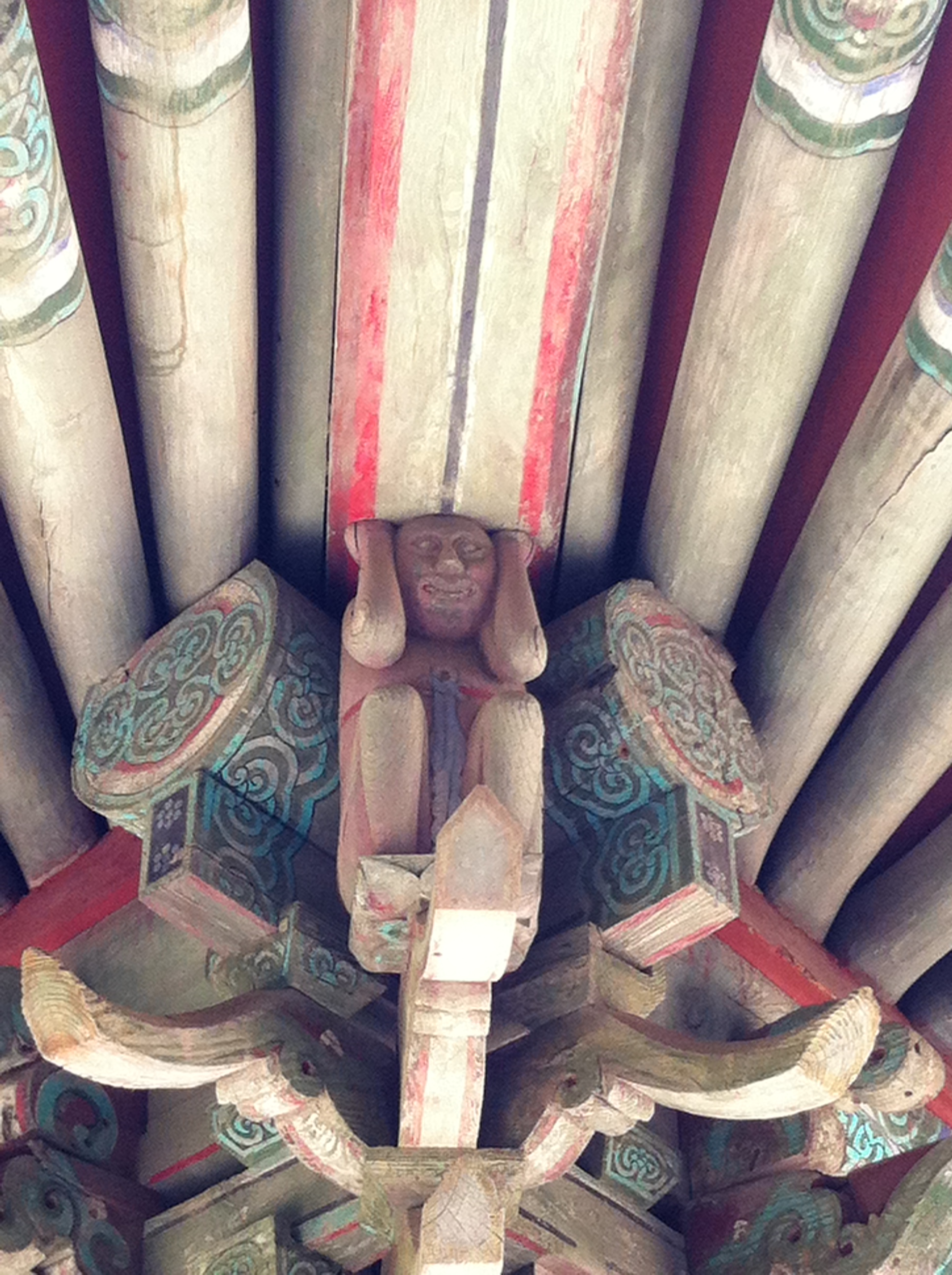
전등사 대웅전의 나부상

## 같이 보기
- 전등사

## 참고 자료
- 강화 전등사 대웅전 - 국가유산청 국가유산포털
- 인천역사문화총서40, 《인천의 문화유산을 찾아서》, 인천광역시 역사자료관, 전등사 대웅전, 22-23쪽